# 张懿 (东汉)
张懿（2世纪—188年），或作张益、张壹，东汉末年并州刺史，匈奴諸部之一的休屠各胡起兵寇亂，帶兵平叛失利身亡，張懿身亡後朝廷任命丁原接任并州刺史整頓并州殘軍。

## 史述事蹟
汉灵帝中平四年（187年），张纯造反，汉灵帝诏发南匈奴兵，配合幽州牧刘虞讨之。羌渠单于遣左贤王将骑诣幽州。南匈奴人恐单于发兵无已，于是造反。
中平五年（188年）春正月，休屠各胡寇西河，殺郡守邢紀。
同年三月，休屠各胡攻杀张懿，並与南匈奴左部胡合兵，杀南匈奴单于羌渠。
而与此同时益州刺史郤俭为政不当，一年前凉州刺史耿鄙也被乱兵所害，因此太常刘焉改设州牧的建议被通过。